# Astragalus absentivus
Astragalus absentivus är en ärtväxtart som beskrevs av Maassoumi. Astragalus absentivus ingår i släktet vedlar, och familjen ärtväxter. Inga underarter finns listade i Catalogue of Life.